# Сарматизм

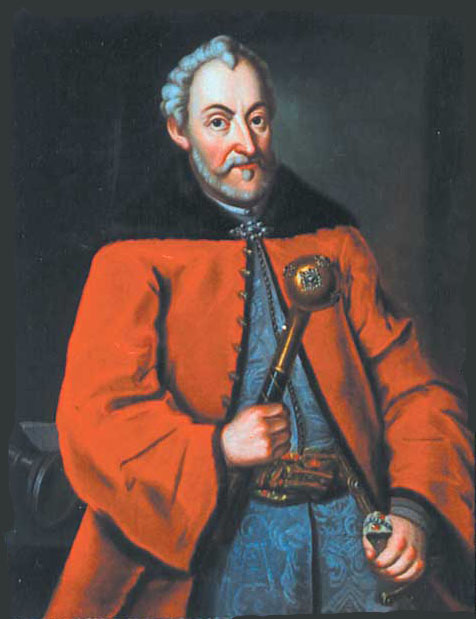
Гетман Ян Замойский в малиновой делии и голубом шелковом жупане

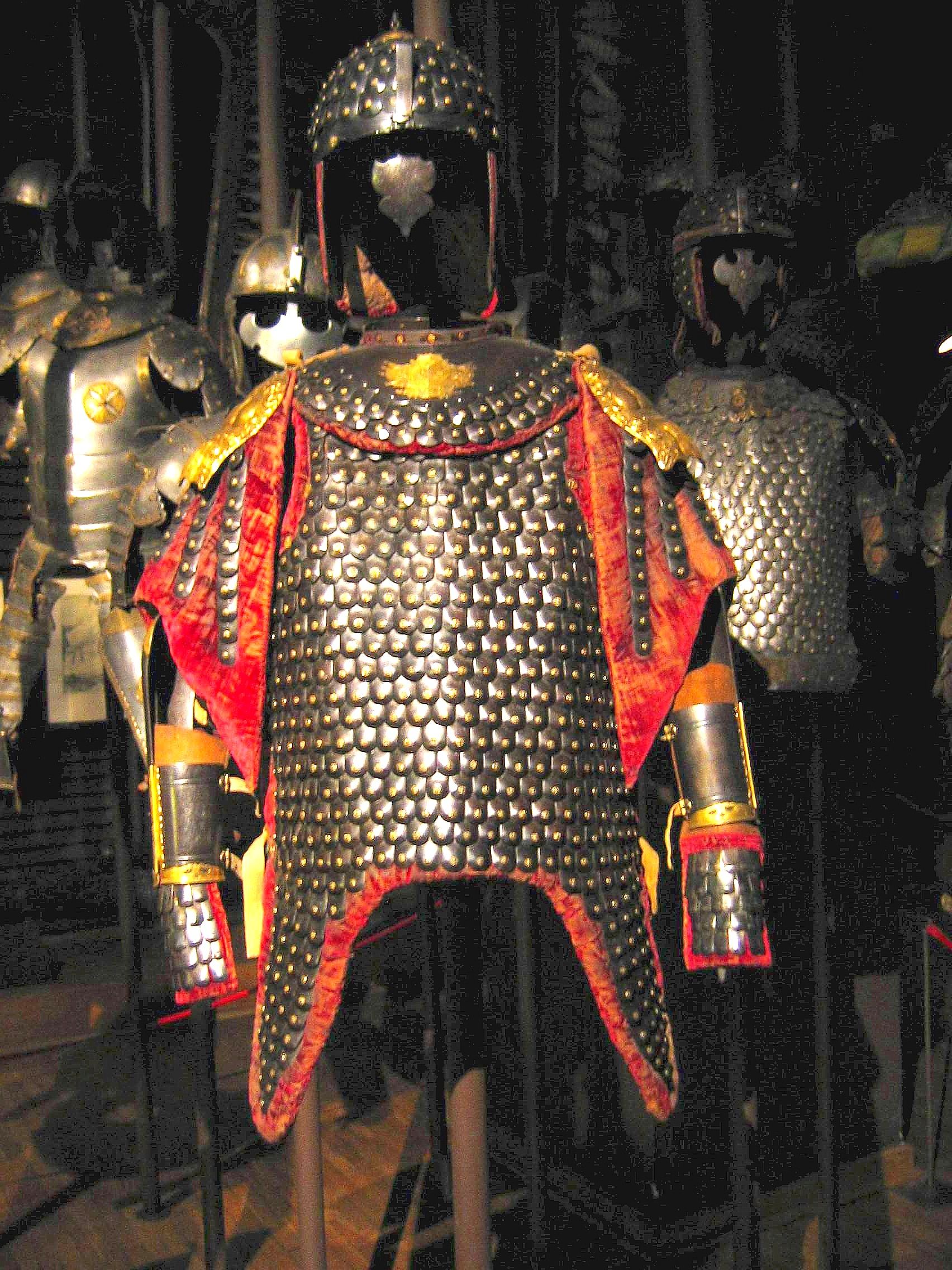
Доспех гусара Речи Посполитой в сарматском стиле из Карацены, стилизованный под доспех сарматского катафрактия

Сармати́зм (пол. Sarmatyzm) — шляхетская идеология, доминировавшая в Речи Посполитой в XVI-XIX веках. Сарматизм возводил предков польской шляхты к сарматам, которые по воззрениям того времени считались кочевым арийским народом, из которых позже произошли все германские народы; тем самым шляхтичи отделяли себя от массы простолюдинов в самой Польше — славян и различных представителей литовских племён, в том числе и самих князей Великого Княжества Литовского. Сарматизм предопределил многие особенности культуры знати Речи Посполитой и её отличие от западноевропейской аристократии: условно «восточный» стиль парадной одежды (жупан, контуш, слуцкий пояс, сабля), чуб, особые манеры, особый тип захоронений в склепах, особую ментальность и так далее. Более поздним проявлением сарматизма в одежде стала даже конфедератка, заимствованная от улан. Наиболее важным признаком сарматизма считался так называемый сарматский портрет — живописное изображение умершего в его полный рост, закладываемое в погребальный склеп, которое соответствовало исторической культуре сарматов Кавказа. В сарматских могильниках умершего хоронили в специальных каменных надземных сооружениях-склепах, где мумифицированные тела умерших долго сохранялись в приданной им сидячей позе и могли быть видимыми внешним наблюдателем через специальное маленькое окошко в виде нетленных тел в течение нескольких последующих столетий.

## Использование термина
Впервые отождествлять славян с сарматами начал хронист каролингского времени Флодоард (X в.). Зачатки сарматизма можно увидеть в произведениях историка Кадлубека (XII—XIII вв.). В дальнейшем о сарматизме писал польский историк Ян Длугош (1415—1480). В эпоху Возрождения вместе с интересом к античности распространилось самоотождествление формирующихся наций с древними народами, упоминаемыми в трудах античных классиков. Согласно Географии Птолемея Восточная Европа к востоку от Германии (между Вислой и Волгой) называлась Сарматией (пол. Sarmacja). Сарматским морем называлось Балтийское море, а Сарматскими горами — Карпаты. Если обитавшие там ранее скифы славились своей дикостью и пьянством, то сарматы считались прародителями европейского рыцарства. Шляхтичи считали своими предками сарматов — народ кочевой и вольнолюбивый.
Древними же писателями и историками [эта страна] называется Европейской Сарматией, и как русские, так и поляки именуются сараматами (Длугош Ян)
Сам термин сарматизм используется ретроспективно, шляхта для своего образа жизни, культуры не имела собственного названия. Термин сарматизм (в форме bałwany sarmatyzmu) впервые был использован только в 1765 году, в варшавской газете «Монитор». В эпоху просвещения понятие сарматизм приобрело негативный смысл: сторонники реформ Польши, сторонники четырёхлетнего сейма своих оппонентов, которые придерживались старого порядка в Речи Посполитой, называли сарматами. Францишек Заблоцкий в 1785 году в комедии «Сарматизм» высмеял идеологию как устаревшую и варварскую. В изданном в 1807—1814 г.г. словаре польского языка Самуилом Богумилом Линде sarmatyzm описан как отсутствие хороших манер, грубость.

## Шляхетская культура
Политический идеал сарматизма — консервативная и аристократическая шляхетская республика. Демократизм распространялся только на «избранных», на шляхту, тогда как простое, славянское население воспринималось как холопы и быдло (пол. bydło — «крупный рогатый скот»).
Аристократизм. Шляхта была открытым сословием воюющих господ, противопоставлявших себя простолюдинам. Истинный шляхтич готов был умереть с голоду, но не опозорить себя физическим трудом. Представители шляхты отличались так называемым «гонором» (честью и чувством собственного достоинства, от лат. honor «честь») и храбростью.
Республиканство. В среде шляхты сохранялось представление о всеобщем равенстве внутри сословия («паны-браты»), причём даже король воспринимался как равный. Этот период вошёл в историю как «золотая вольность». Шляхту отличало уважение к чужому мнению, выраженное в том, что каждый из заседающих обладал правом вето, то есть решения должны были приниматься при всеобщем согласии. В дальнейшем этот момент повлиял на идеал польского бунтаря-повстанца. Шляхта оставляла себе право на мятеж (рокош).
Патриотизм. Сарматисты себя противопоставляли как раболепной деспотичной Азии, так и буржуазной Европе. Категория «Отечество» — центральная в идеологии сарматизма.

## Этический идеал
Сармату приличествует быть рыцарем и воином, хорошим сельским хозяином-магнатом (с некоторыми неостоическими чертами), человеком с образованием и с интересом к миру. Основными занятиями блюстителей «сарматских традиций» были: война, охота, полонез. Протестантская трудовая этика была чужда сарматскому идеалу. Развит был также галантный обычай целования женской руки, поскольку статус женщины был высок, что указывало на миф о сарматских амазонках.

## Сарматский католицизм
В эпоху господства сарматского мифа в Польше продолжал сохраняться и даже усилился на почве Контрреформации католицизм. Однако вселенская религия преломлялась в сарматском обличье. Соборы апостолов напоминали шляхетские сеймы, идеалом набожного католика становился богатырь-сармат. Католицизм в основном сводился к этнической идентификации. Тем не менее, в эпоху господства сарматского умонастроения в Польше царила относительная религиозная свобода, которая была закреплена Варшавской конфедерацией и Сандомирским договором.

## Сарматизм в искусстве

Герб «сарматского князя» Юрия Хмельницкого

Идеология сарматизма отразилась в искусстве: соответствующий стиль изображения шляхтича получил название сарматский портрет. Для сарматской архитектуры характерны нарочито упрощённые, примитивные формы, ассоциирующиеся с памятниками средневековой старины.
Сарматизм был воспет многими писателями: степные мотивы фигурируют в произведениях Вацлава Потоцкого, Яна Хризостома Пасека, Андрея Збылитовского и Иеронима Морштина. В XIX веке сарматическая культура нашла отражение в исторической трилогии Генрика Сенкевича «Огнём и мечом» (1884), «Потоп» и «Пан Володыёвский», а также в поэме Адама Мицкевича «Пан Тадеуш».

## Влияния
В дальнейшем сарматизм повлиял на польский мессианизм. В современной Польше слово «сарматский» (sarmacki) является формой иронической самоидентификации, иногда чтобы подчеркнуть уникальность польского характера.
В XVII веке идеями сарматизма прониклась и украинская казачья верхушка — гетман Юрий Хмельницкий в Немирове именовал себя сарматским князем.
Отголоски сарматизма присутствуют в историософии Михаила Ломоносова, который в противовес норманской теории возводил древних русов к роксаланам. На основе этой гипотезы родился миф о Русколани (докиевской «южной» Руси), изложенный в Велесовой книге.
На постсоветском пространстве появилось неоконсервативное полонофильское движение неосарматизм, которое противопоставляет себя как массовой культуре, так и евразийству.